# 洛森格德足球俱樂部
洛森格德足球俱樂部（瑞典語：FC Rosengård），又譯羅森加德，是位於瑞典斯堪尼省馬爾摩的一支職業女子足球俱樂部。前身為創立於1970年的馬爾摩女子足球俱樂部（Malmö FF Dam）。2007年4月11日，球隊自馬爾摩足球俱樂部獨立出一支新球隊，並被瑞典護膚品牌「Lait de Beauté」贊助冠名為LdB馬爾摩女子足球俱樂部（LdB FC Malmö）。2013年，球隊與洛森格德1917合併後更名為洛森格德。球隊自1980年起參加瑞典女子足球甲級聯賽（當時的頂級女子聯賽）；1988年起參加瑞典女子足球超級聯賽，截至2023年總共摘下13次聯賽冠軍（瑞甲1次；瑞超12次）。洛森格德的主場在馬爾摩的馬爾摩體育場。

## 榮譽

### 本土聯賽
- 瑞典女子足球超級聯賽
  - 冠軍（14）：1986、1990、1991、1993、1994、2010、2011、2013、2014、2015[5]、2019[6]、2021、2022, 2024
  - 亞軍（13）：1989、1996、1997、1998、1999、2000、2001、2002、2005、2012、2016、2017、2020
- 瑞典女子足球甲級聯賽
  - 冠軍：1986
- 瑞典女子足球乙級聯賽
  - 冠軍：1980

### 本土盃賽
- 瑞典女子盃（英语：Svenska Cupen (women)）
  - 冠軍（5）：1990、1997、2015–16、2016–17、2017–18、2021-22
  - 亞軍（2）：2003、2014–15
- 瑞典女子超級盃（英语：Svenska Supercupen (women)）
  - 冠軍（4）：2011、2012、2015、2016

## 外部連結
- 官方网站 （瑞典語）